# Línia 4 (Rodalies Madrid)
La línia C-4 de Rodalies Madrid recorre 62,2 km entre Parla i Alcobendas i/o Colmenar Viejo, amb dos ramals al nord. Dona servei als municipis de Parla (1 estació), Getafe (3 estacions), Madrid (9 estacions), Tres Cantos (1 estació), Colmenar Viejo (1 estació) i Alcobendas (2 estacions).
Quan s'hagi acabat el segon túnel de la risa, i ampliar la línia C-4 al nord, queda pendent l'obertura de la nova estació del Sol i la construcció de l'estació d'Alonso Martínez. A més està en estudi la construcció de dos noves estacions a Parla, una al nord i una altra al sud per arribar al nou hospital de Parla.